# Lucílio de Albuquerque
Lucílio de Albuquerque (n. 9 mai 1877, Barras, Piauí, Brazilia – d. 19 aprilie 1939, Rio de Janeiro, Districtul Federal⁠(d), Brazilia) a fost un pictor, designer și profesor de artă brazilian

## Biografie
Tatăl său era magistrat. După o scurtă perioadă de studii de drept la Faculdade de Direito da Universidade de São Paulo, s-a înscris la Escola Nacional de Belas Artes⁠(d) (ENBA), unde a studiat cu João Zeferino da Costa⁠(d), Rodolfo Amoedo⁠(d) și Henrique Bernardelli⁠(d).
În 1906, tabloul său „Anchieta escrevendo o poema à Virgem” ( Anchieta scriind poezia Fecioarei) i-a adus premiul ENBA „Travel Award”. La scurt timp după aceea, el și noua sa soție, Georgina (o colegă de clasă) au plecat în Franța, unde au rămas timp de cinci ani. În această perioadă, a urmat cursurile Académie Julian, unde a studiat cu Marcel Baschet⁠(d), Henri Royer și Jean-Paul Laurens. De asemenea, a lucrat în studiourile lui Eugène Grasset și a avut o mică expoziție la Salon⁠(d).
La întoarcerea lor în Brazilia în 1911, au organizat expoziții comune la ENBA, unde Lucílio a devenit profesor de desen și a fost numit la catedră în 1916. În următorul deceniu, a primit numeroase premii la „Exposições Gerais de Belas Artes". A devenit director al ENBA în 1937, dar a demisionat un an mai târziu din cauza sănătății precare.
Cunoscut mai ales pentru portretele și peisajele sale, a proiectat și vitraliile pentru Pavilionul Brazilian de la Salonul Internațional de la Torino și a realizat picturi decorative pentru Palácio Pedro Ernesto.
După moartea sa, Georgina și-a transformat casa din Laranjeiras în „Museu Lucílio de Albuquerque”.